# Girl (groupe)
Pour les articles homonymes, voir Girl.
Girl est un groupe britannique de heavy metal, originaire de Londres, en Angleterre, actif entre 1979 et 1982.

## Histoire
Girl est formé en 1979 par le chanteur Phil Lewis, les guitaristes Gerry Laffy et Phil Collen, le batteur Jonathon Trevisick (remplacé peu après par Dave Gaynor), et le bassiste Mark Megary (remplacé peu après par Simon Laffy). Collen avait auparavant fait partie des groupes Lucy, Tush et Dumb Blondes. Girl est découvert et géré par Jon Lindsay qui cherchait des groupes pour l'ancien manager des Who, Kit Lambert, pour un projet de nouveau label. Lindsay et Girl se séparent à cause de décisions managériales lorsque le groupe a voulu signer un contrat d'enregistrement négocié par Lindsay avec Nomis Publishing de Simon Napier-Bell. Le groupe est signé par Jet Records et sort deux singles avant son premier album Sheer Greed (1980), qui atteint la 33e place du UK Albums Chart. Le profil du groupe est rehaussé par des tournées avec le Pat Travers Band et UFO, au milieu de la nouvelle vague d'explosion du heavy metal britannique. Girl enregistre une version pré-L.A. Guns de la chanson Hollywood Tease, qui atteint la 50e place du UK Singles Chart en avril 1980.
Gaynor quitte le groupe en 1981 et est remplacé par l'ancien batteur de Gillan/Broken Home, Pete Barnacle, mais ce dernier est remplacé par Bryson Graham lors de l'enregistrement de l'album suivant. Cependant, après plusieurs concerts avec le groupe, Barnacle lui-même est remplacé par Bryson Graham pendant l'enregistrement de l'album suivant. Barnacle et Graham apparaissent tous deux sur le deuxième album de Girl, Wasted Youth, qui sort en 1982 et atteint la 92e place au Royaume-Uni. Pete Bonas remplace Phil Collen, qui est parti rejoindre Def Leppard, bien que le groupe se soit séparé peu de temps après. Girl a encore six albums disponibles chez Sanctuary Records (précédemment édités par Jet Records de Don Arden) : Sheer Greed, Wasted Youth, Killing Time, Live at the Marquee, Live at the Exposition Hall, Osaka, Japan, l'anthologie de 37 titres My Number : The Anthology, Bootleg - Live in Tokyo 1980 et Girl-Sheer Greed-Gerry Laffy - The Rare DVD Collection.
Après la séparation du groupe, Phil Lewis rejoint The London Cowboys, puis Airrace, et en 1987 L.A. Guns. Lewis chante également avec New Torpedos, Tormé, Filthy Lucre, et The Liberators. Gerry Laffy, Simon Laffy et Pete Barnacle jouent ensuite dans Sheer Greed, dans lequel Lewis et Collen étaient également invités. Sheer Greed enregistre également deux versions de Hollywood Tease, l'une en studio pour l'album Sublime to the Ridiculous et une autre en direct pour Live in London. Collen et Simon Laffy font actuellement partie d'un groupe appelé Man Raze, avec l'ancien batteur des Sex Pistols, Paul Cook.

## Discographie

### Albums studio
- 1980 : Sheer Greed (UK #33)
- 1982 : Wasted Youth (UK #92)

### Albums live
- 2001 : Live at the Marquee
- 2001 : Live at the Exposition Hall, Osaka, Japan
- 2013 : Live at the Greyhound: Fulham London 1982
- 2013 : Live at the Paris Theatre: London 1980
- 2013 : Rainbow Tease
- 2014 : Live in London

### Compilations
- 1997 : Killing Time[4]
- 2001 : My Number: The Anthology

### Bootlegs
- Live in London 2-23-82
- Live in Tokyo 1980 (possiblement le même que Tokyo, Japan 11-26-80)

### Singles
- 1980 : Hollywood Tease (UK #50)